# Vaivara (plaats)
Vaivara (oude Duitse naam: Waiwara) is een plaats in de Estlandse gemeente Narva-Jõesuu, provincie Ida-Virumaa. De plaats telt 168 inwoners (2021). en heeft de status van dorp (Estisch: küla). Tot in 2017 hoorde het bij de gemeente Vaivara (Vaivara vald). In dat jaar ging die gemeente op in de gemeente Narva-Jõesuu.

## Geschiedenis
Vaivara werd in 1424 voor het eerst vermeld onder de naam Wayver. In 1499 werd het landgoed vermeld dat bij het dorp hoorde. Het was in het bezit van Baltische Duitsers. Het bijbehorende landhuis, dat rond 1880 onder de toenmalige eigenaar baron Konstantin Korff zijn definitieve vorm kreeg, stond in het tegenwoordige Sinimäe, noordoostelijk van Vaivara. Het ging verloren in 1941 tijdens de Tweede Wereldoorlog, toen het Rode Leger op de terugtocht voor de oprukkende Duitse troepen het gebouw in brand stak.
Later in de oorlog bouwden de Duitse bezetters in de buurt van het station het concentratiekamp Vaivara. Het werd het grootste kamp van Estland.
In februari 1944 werden Vaivara en de omliggende dorpen het toneel van felle gevechten tussen het oprukkende Rode Leger en de verliezende Duitsers, die tot in september zouden duren. Naar schatting kwamen daarbij 16.000 Duitsers en 44.000 Russen om. Bij de gevechten werd een deel van Vaivara vrijwel totaal vernield. In de jaren vijftig werd op die plaats een nieuw dorp gebouwd: Sinimäe.
Bij Vaivara zijn archeologische vondsten gedaan, waaronder een bijl uit de Bronstijd.

## Station

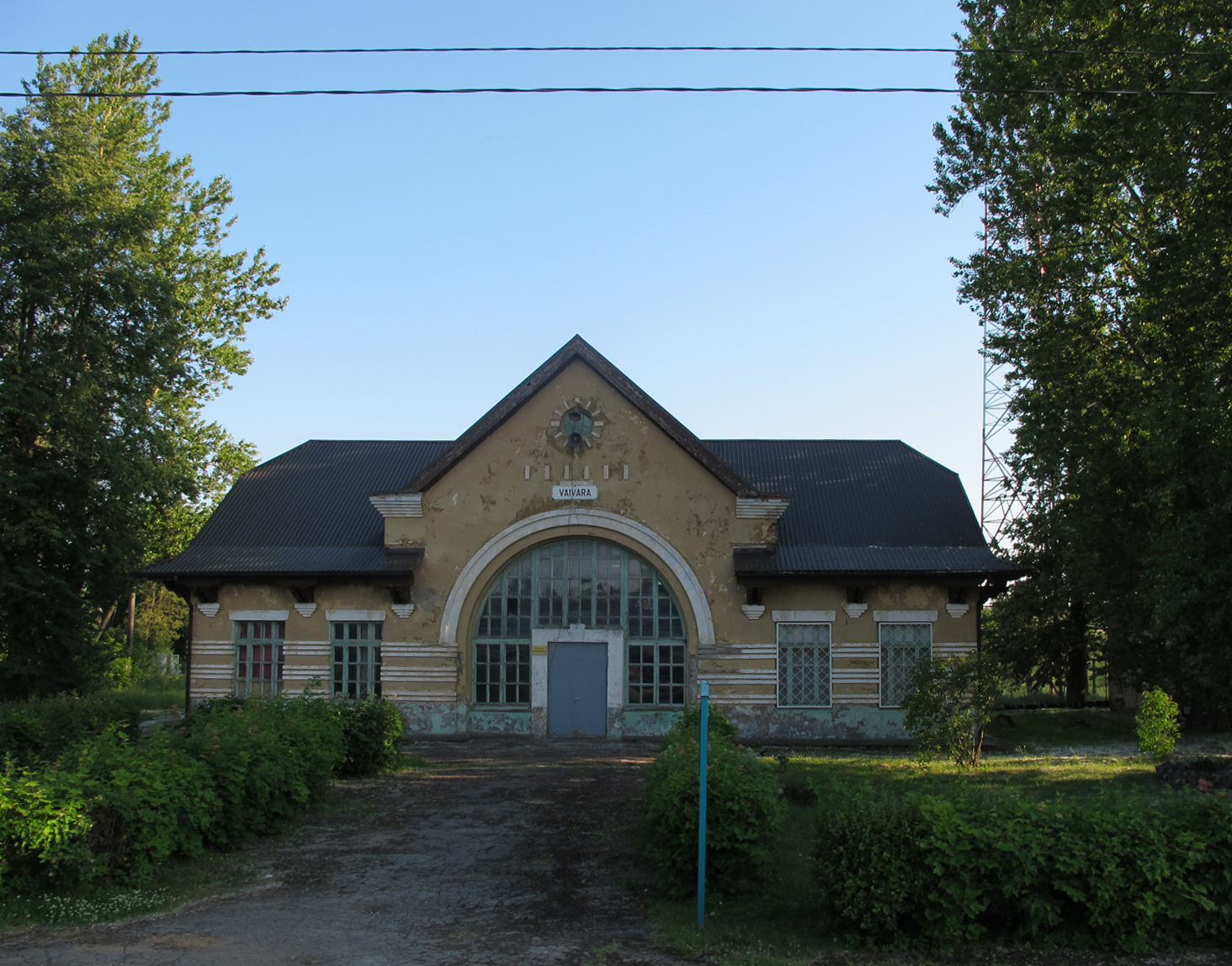
Het station Vaivara in 2011

Vaivara ligt aan de spoorlijn Tallinn - Narva, die in 1870 in gebruik werd genomen en kreeg nog in hetzelfde jaar een station. Het eerste stationsgebouw ging verloren tijdens de Tweede Wereldoorlog. In 1950 werd een nieuw gebouw neergezet.